# Lietuvos Taurė 2015-2016
La Coppa di Lituania 2015-2016 (in lituano Lietuvos Taurė) è stata la 27ª edizione del torneo. La competizione è iniziata il 2 giugno 2015 e si è conclusa il 15 maggio 2016 con la finale. Lo Žalgiris Vilnius ha vinto il torneo per il quinto anno consecutivo.

## Formato
Alla competizione partecipano 62 squadre: 10 appartenenti alla A Lyga, 13 alla 1 Lyga, 19 alla II Lyga e 20 alla III Lyga e IV Lyga. Le partite sono giocate in gara secca, eccetto per quarti e semifinali per i quali sono previste partite di andata e ritorno. Se al termine del tempo regolamentare persiste la parità, si va prima ai tempi supplementari ed, eventualmente, ai tiri di rigore.

## Primo turno
Al primo turno accedono le 20 squadre provenienti da III Lyga e IV Lyga più 8 squadre provenienti dalla II Lyga. Il 26 maggio 2015 si è tenuto il sorteggio per definire gli accoppiamenti del primo turno.
| Squadra 1                  | Risultato             | Squadra 2                  |
| -------------------------- | --------------------- | -------------------------- |
| 2 giugno 2015              |                       |                            |
| Baltoji Vokė               | 1 – 2                 | Tera Vilnius               |
| 9 giugno 2015              |                       |                            |
| TEC Vilnius                | 1 – 2                 | Sportidus Panevėžys        |
| 11 giugno 2015             |                       |                            |
| Olimpija Vilnius           | 1 – 0                 | Ateitis Vilnius            |
| Euforija Vilnius           | 2 – 3                 | Adiada Šiauliai            |
| 12 giugno 2015             |                       |                            |
| Švyturys Marijampolė       | 1 – 0                 | TAIP Vilnius               |
| 13 giugno 2015             |                       |                            |
| Eurostandartas Marijampolė | 3 – 2                 | Sakuona-Klarksonas Plikiai |
| 14 giugno 2015             |                       |                            |
| Geležinis Vilkas           | 1 – 3                 | Sendvaris                  |
| Koralas                    | 2 – 0                 | Viltis                     |
| 16 giugno 2015             |                       |                            |
| Narjanta Kupiškis          | 1 – 5                 | Vidzgiris Alytus           |
| Pramogos SC                | 2 – 1                 | Vulkanas                   |
| Elektrėnų versmė           | 1 – 2 (dts)           | Kėdainiai                  |
| Anykščiai                  | 0 – 1                 | FSK Radviliškis            |
| 21 giugno 2015             |                       |                            |
| Saulininkas Šiauliai       | 3 – 3 (dts) (5-3 dtr) | Granitas Vilnius           |
| 26 giugno 2015             |                       |                            |
| Sarema Klaipėda            | 0 – 2                 | Prelegentai                |

## Secondo turno
Accedono al secondo turno le 14 squadre vincitrici del primo turno, 11 squadre provenienti dalla II Lyga e 7 squadre provenienti dalla 1 Lyga. Il 30 giugno 2015 si è tenuto il sorteggio per definire gli accoppiamenti.
| Squadra 1                  | Risultato             | Squadra 2               |
| -------------------------- | --------------------- | ----------------------- |
| 11 luglio 2015             |                       |                         |
| Adiada Šiauliai            | 1 – 3                 | Švyturys Marijampolė    |
| 12 luglio 2015             |                       |                         |
| Olimpija Vilnius           | 2 – 0                 | Sendvaris               |
| 17 luglio 2015             |                       |                         |
| Sportidus Panevėžys        | 1 – 7                 | Lokomotyvas Radviliškis |
| 22 luglio 2015             |                       |                         |
| Koralas                    | 7 – 0                 | Dainava Alytus          |
| Saulininkas Šiauliai       | 1 – 2                 | Auska Alytus            |
| 23 luglio 2015             |                       |                         |
| Visaginas                  | 2 – 2 (dts) (5-4 dtr) | Akmenės                 |
| Juventa-99 Šiauliai        | 2 – 6                 | Džiugo Ateitis          |
| Kėdainiai                  | 3 – 2                 | Bekentas Vilnius        |
| 24 luglio 2015             |                       |                         |
| Eurostandartas Marijampolė | 1 – 2                 | Pramogos SC             |
| Ekranas                    | 5 – 0                 | Kražantė Kelmė          |
| 25 luglio 2015             |                       |                         |
| Sveikata                   | 2 – 0                 | Širvėna                 |
| Lokomotyvas Radviliškis    | 1 – 2                 | FBK Kaunas              |
| 26 luglio 2015             |                       |                         |
| Vidzgiris Alytus           | 0 – 2                 | Druskininkai            |
| 30 luglio 2015             |                       |                         |
| FK Gariūnai                | 2 – 0                 | Tera Vilnius            |
| 3 agosto 2015              |                       |                         |
| Prelegentai                | 2 – 2 (dts) (4-2 dtr) | Atmosfera Mažeikiai     |
| 5 agosto 2015              |                       |                         |
| SFK Rotalis                | 0 – 0 (dts) (0-3 dtr) | Šilutė                  |

## Terzo turno
Accedono al terzo turno le 16 squadre vincitrici del secondo turno. L'11 agosto 2015 si è tenuto il sorteggio per definire gli accoppiamenti.
| Squadra 1            | Risultato             | Squadra 2               |
| -------------------- | --------------------- | ----------------------- |
| 23 agosto 2015       |                       |                         |
| Olimpija Vilnius     | 2 – 2 (dts) (1-4 dtr) | Pramogos SC             |
| 25 agosto 2015       |                       |                         |
| Auska Alytus         | 1 – 2                 | Džiugo Ateitis          |
| Švyturys Marijampolė | 0 – 2                 | FBK Kaunas              |
| Kėdainiai            | 1 – 6                 | Lokomotyvas Radviliškis |
| Prelegentai          | 5 – 3                 | Sveikata                |
| 2 settembre 2015     |                       |                         |
| Ekranas              | 3 – 1                 | Šilutė                  |
| Druskininkai         | Canc.                 | FK Gariūnai             |
| 5 settembre 2015     |                       |                         |
| Koralas              | 0 – 2                 | Visaginas               |

## Quarto turno
Accedono al quarto turno le 8 squadre vincitrici del terzo turno, 6 squadre provenienti dalla 1 Lyga e 2 squadre provenienti dalla A Lyga. Il 10 settembre 2015 si è tenuto il sorteggio per definire gli accoppiamenti.
| Squadra 1               | Risultato    | Squadra 2      |
| ----------------------- | ------------ | -------------- |
| 22 settembre 2015       |              |                |
| Tauras                  | 5 – 4 (dts)  | MRU            |
| Džiugo Ateitis          | 7 – 1 (dts)  | Nevėžis        |
| Šilas Kazlų Rūda        | 0 – 4        | Lietava Jonava |
| FBK Kaunas              | 0 – 3        | Spyris Kaunas  |
| Prelegentai             | 3 – 1        | Ekranas        |
| Druskininkai            | 0 – 3 a tav. | Banga Gargždai |
| Pramogos SC             | 3 – 1        | Visaginas      |
| Lokomotyvas Radviliškis | 2 – 3        | Utenis Utena   |

## Ottavi di finale
Accedono agli ottavi di finali le 8 squadre vincitrici del quarto turno e le 8 restanti squadre provenienti dalla A Lyga. Il 24 settembre 2015 si è tenuto il sorteggio per definire gli accoppiamenti.
| Squadra 1         | Risultato    | Squadra 2          |
| ----------------- | ------------ | ------------------ |
| 29 settembre 2015 |              |                    |
| Atlantas          | 4 – 0        | Šiauliai           |
| Prelegentai       | 0 – 8        | Utenis Utena       |
| Pramogos SC       | 1 – 4        | Spyris Kaunas      |
| 30 settembre 2015 |              |                    |
| Tauras            | 2 – 12       | Stumbras           |
| Lietava Jonava    | 2 – 1 (dts)  | Klaipėdos Granitas |
| Džiugo Ateitis    | 0 – 2        | Sūduva             |
| Trakai            | 3 – 0 a tav. | Kruoja             |
| Banga Gargždai    | 1 – 4        | Žalgiris           |

## Quarti di finale
Il 6 ottobre 2015 si è tenuto il sorteggio per definire gli accoppiamenti.
| Squadra 1                    | Totale | Squadra 2      | Andata | Ritorno |
| ---------------------------- | ------ | -------------- | ------ | ------- |
| 20 ottobre / 3 novembre 2015 |        |                |        |         |
| Žalgiris                     | 12 – 2 | Spyris Kaunas  | 5 – 0  | 7 – 2   |
| 21 ottobre / 3 novembre 2015 |        |                |        |         |
| Atlantas                     | 1 – 4  | Trakai         | 1 – 2  | 0 – 2   |
| 21 ottobre / 4 novembre 2015 |        |                |        |         |
| Sūduva                       | 6 – 0  | Lietava Jonava | 3 – 0  | 3 – 0   |
| Stumbras                     | 5 – 3  | Utenis Utena   | 2 – 1  | 3 – 2   |

## Semifinali
| Squadra 1           | Totale | Squadra 2 | Andata | Ritorno |
| ------------------- | ------ | --------- | ------ | ------- |
| 12 - 24 aprile 2016 |        |           |        |         |
| Žalgiris            | 3 – 1  | Stumbras  | 1 – 1  | 2 – 0   |
| 13 - 23 aprile 2016 |        |           |        |         |
| Trakai              | 3 – 0  | Sūduva    | 2 – 0  | 1 – 0   |

## Finale
| Arbitro: | Edmundas Gaigalas |

|                 |           |  |
| Klimavičius 99’ | Marcatori |  |